# Rua dos Ferreiros
A Rua dos Ferreiros é uma das mais conhecidas e transitadas artérias da cidade do Funchal, na Madeira. A rua vai desde a Rua 5 de Outubro, um pouco abaixo do Largo do Chafariz, até à Ponte do Torreão, que atravessa a Ribeira de Santa Luzia.

## História
Antigamente, a rua era segmentada e os seus trechos tiveram vários nomes, como Rua da Ribeira das Casas, Rua das Privadas, Rua dos Esteireiros, Rua do Peru, Rua do Estudo, Rua do Pinheiro, e, talvez mais remotamente, por Rua de Pedro Bettencourt.
O nome dos Ferreiros só se aplicava, noutro tempo, à parte da rua que ia do princípio dela até o chamado Largo do Chafariz ou de S. Sebastião. Em época relativamente recente, a parte que se chamava do Peru era compreendida entre o Largo do Chafariz e o Largo do Colégio, e o trecho denominado do Estudo ficava entre o Colégio e a Rua dos Netos ao Torreão. O nome Ferreiros proviria certamente do facto de ali existirem algumas oficinas desta arte manual.
O nome do trecho do Peru dever-se-á ao facto de Christovao Martim de Agrinhão - que, segundo um antigo nobiliário, foi fidalgo da Casa do Duque de Bragança - ter ido para a ilha vindo do Peru e ter dado este nome à rua onde morou.
Durante muitos anos tiveram os jesuítas os seus cursos na Rua dos Ferreiros, e, depois da sua expulsão, ali continuaram as chamadas "Aulas do Pátio", onde também se instalou o Liceu no ano de 1837. Isto explica suficientemente o nome de Estudo dado a uma parte desta rua.

## Imagens

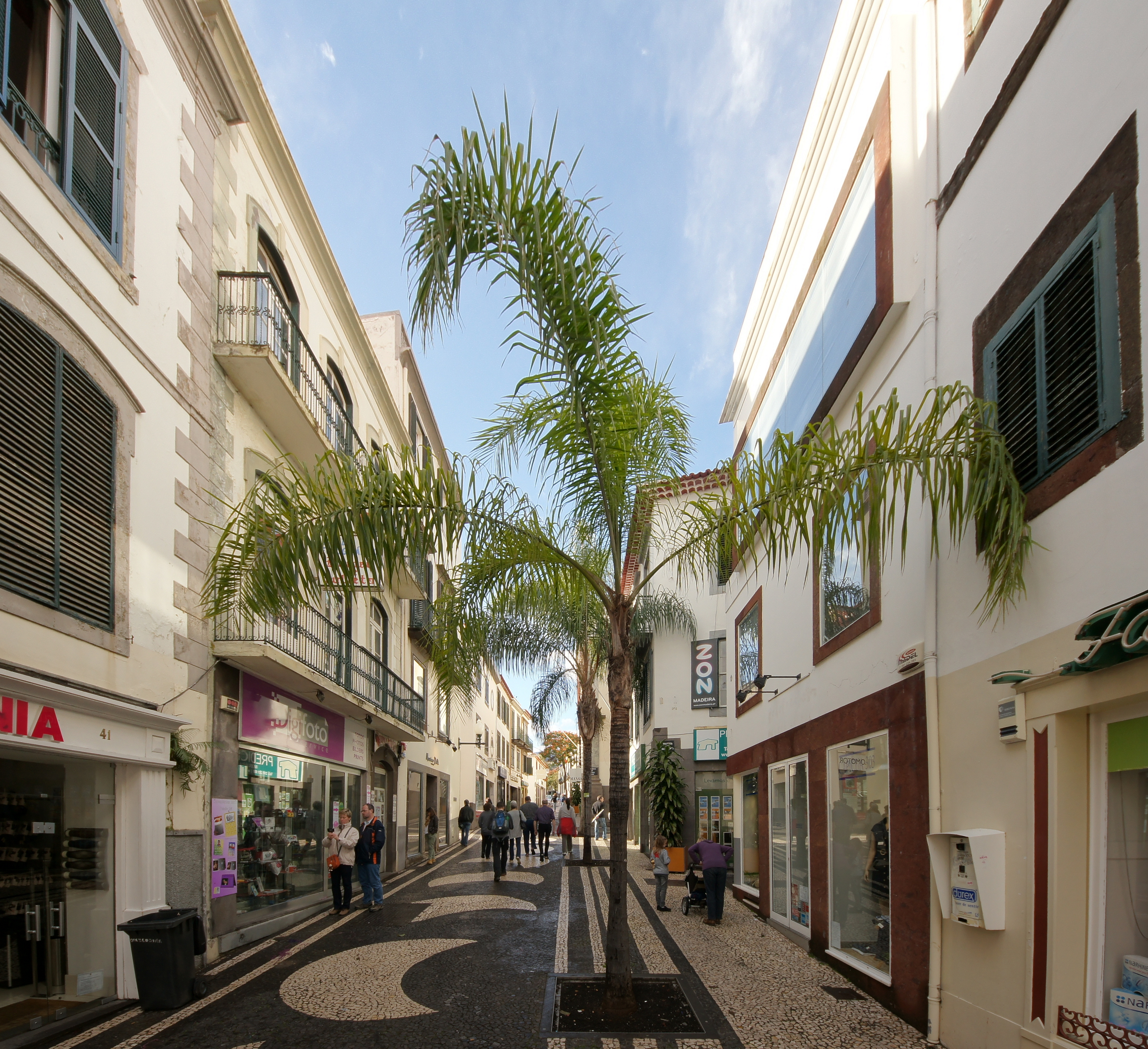
Rua dos Ferreiros
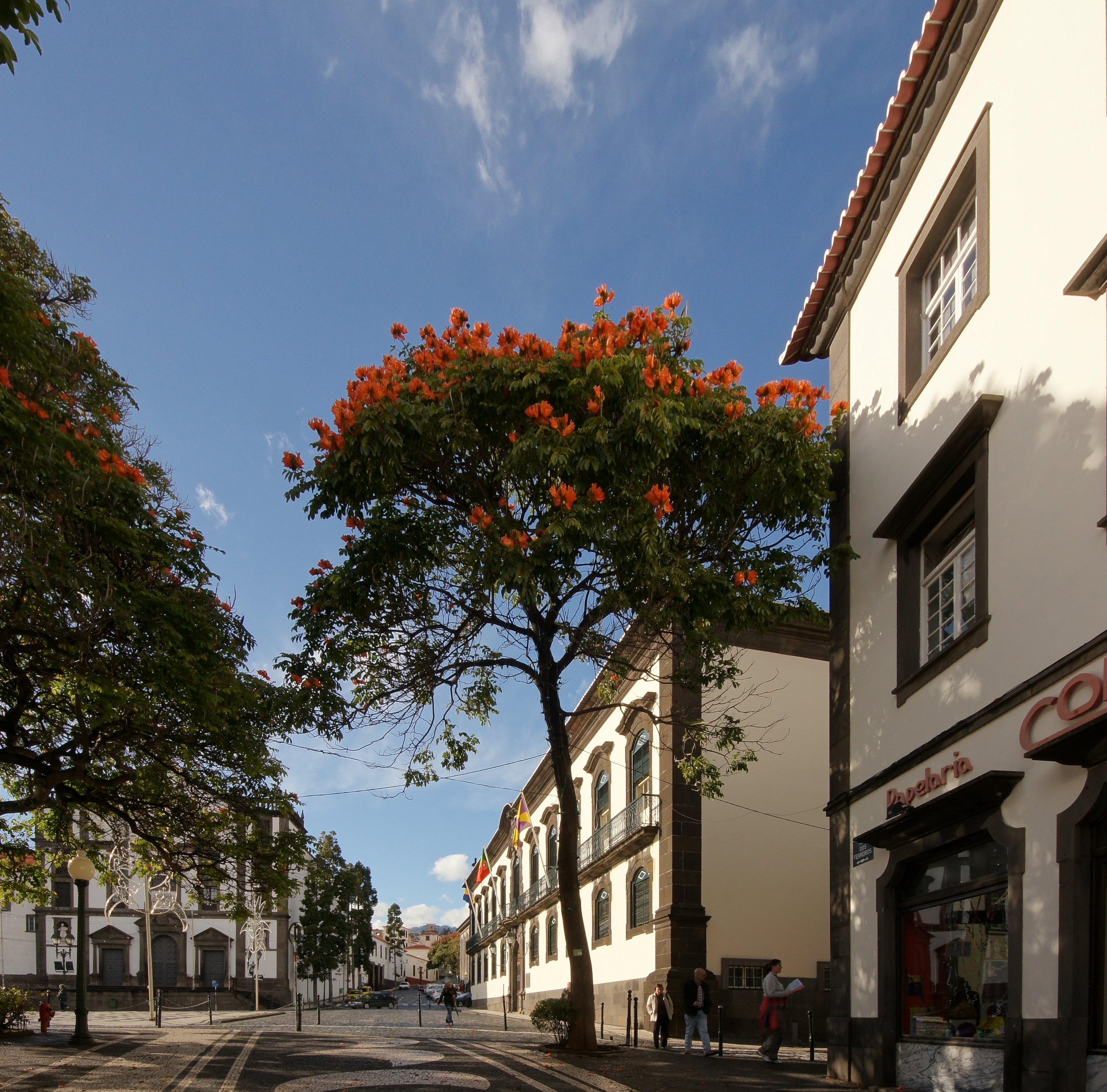
Rua dos Ferreiros ao Largo do Colégio
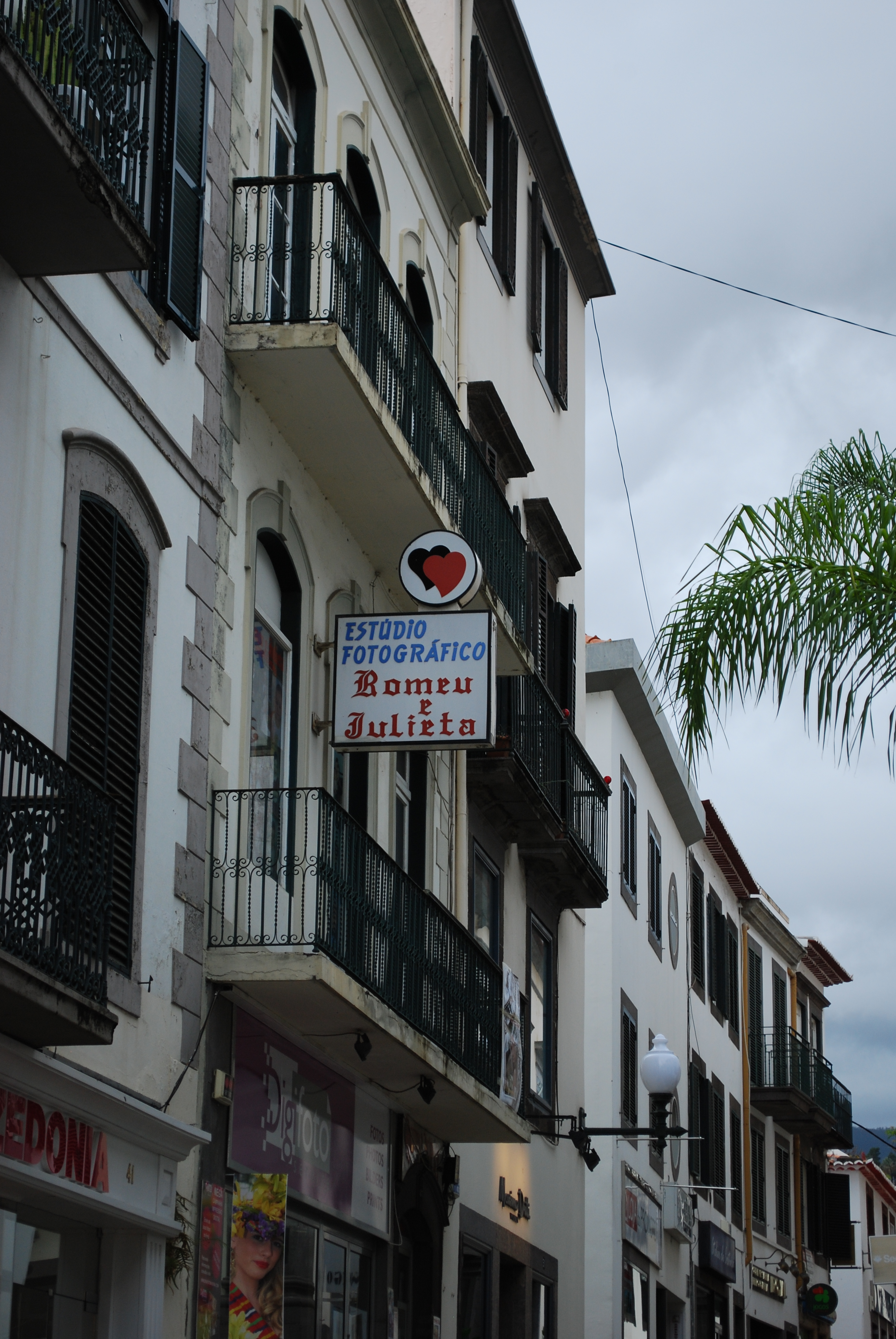
Rua dos Ferreiros